# Барбера д'Асти
Барбера д’Асти (итал. Barbera d'Asti) — итальянское красное сухое вино, производимое в северной провинции Пьемонт в окрестностях Асти из винограда сорта барбера. С 2008 года имеет категорию DOCG (Denominazione di Origine Controllata e Garantita).
Вино Барбера д’Асти с 1970 года имело статус DOC, а в 2008 году получило статус DOCG. Данное вино должно быть произведено из не менее чем 90 % винограда сорта барбера, выращенного в провинциях Асти (67 муниципалитетов) и Алеcсандрия (51 муниципалитет). Разрешается добавление не более 10 % местных сортов винограда Фрейза, Гриньолино и Дольчетто. Вино выдерживается в бочках, изготовленных из дуба или каштана. Вино класса супериоре при этом должно выдерживаться не менее 14 месяцев, из них в бочках — не менее 6 месяцев. Лучшие сорта Барбера д’Асти Супериоре могут выдерживаться от 8 до 20 лет.
Насыщенное, сложное вино. Крепость — не менее 12 %, 13 % — для вин Супериоре. Цвет вина — рубиново-красный, близкий к гранатовому. В букете вкуса присутствуют ноты вишни, ежевики, малины и сливы, для вина с продолжительной выдержкой в бочках — с добавлением ноток ванили и какао. У вин класса Супериоре, по оценке экспертов, вкус фруктов в большей степени оттенён нотами шоколада, ванили и кофе.